# Ga Lạng
Ga Lạng là một nhà ga xe lửa tại huyện Bảo Thắng, tỉnh Lào Cai. Nhà ga là một điểm của đường sắt Hà Nội - Lào Cai và nối với ga Phố Lu với ga Thái Niên.
| Ga trước Phố Lu | Đường sắt Việt Nam Đường sắt Hà Nội - Lào Cai | Ga sau Thái Niên |